# Jerzy III Hanowerski

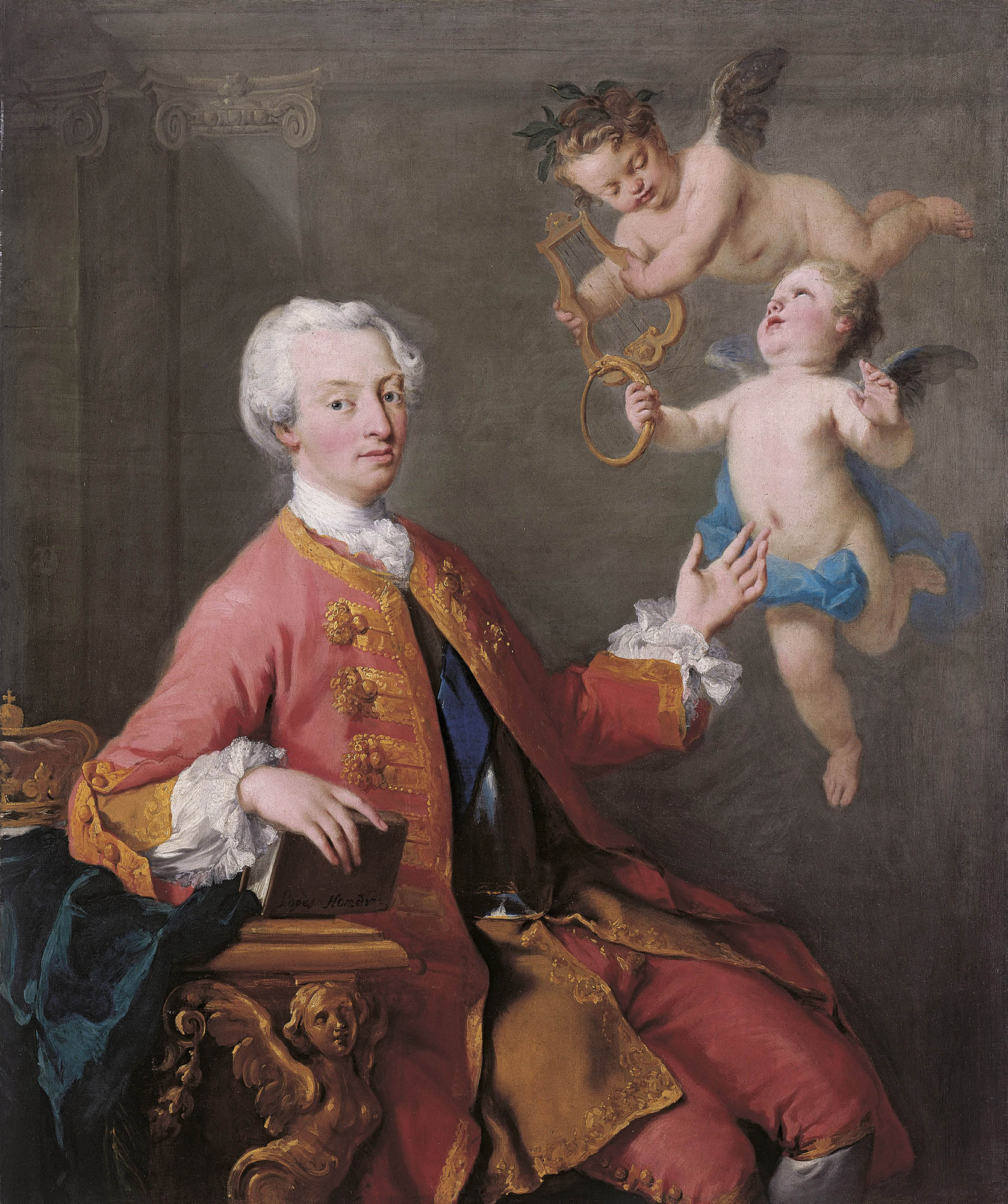
Fryderyk Ludwik, książę Walii, ojciec Jerzego

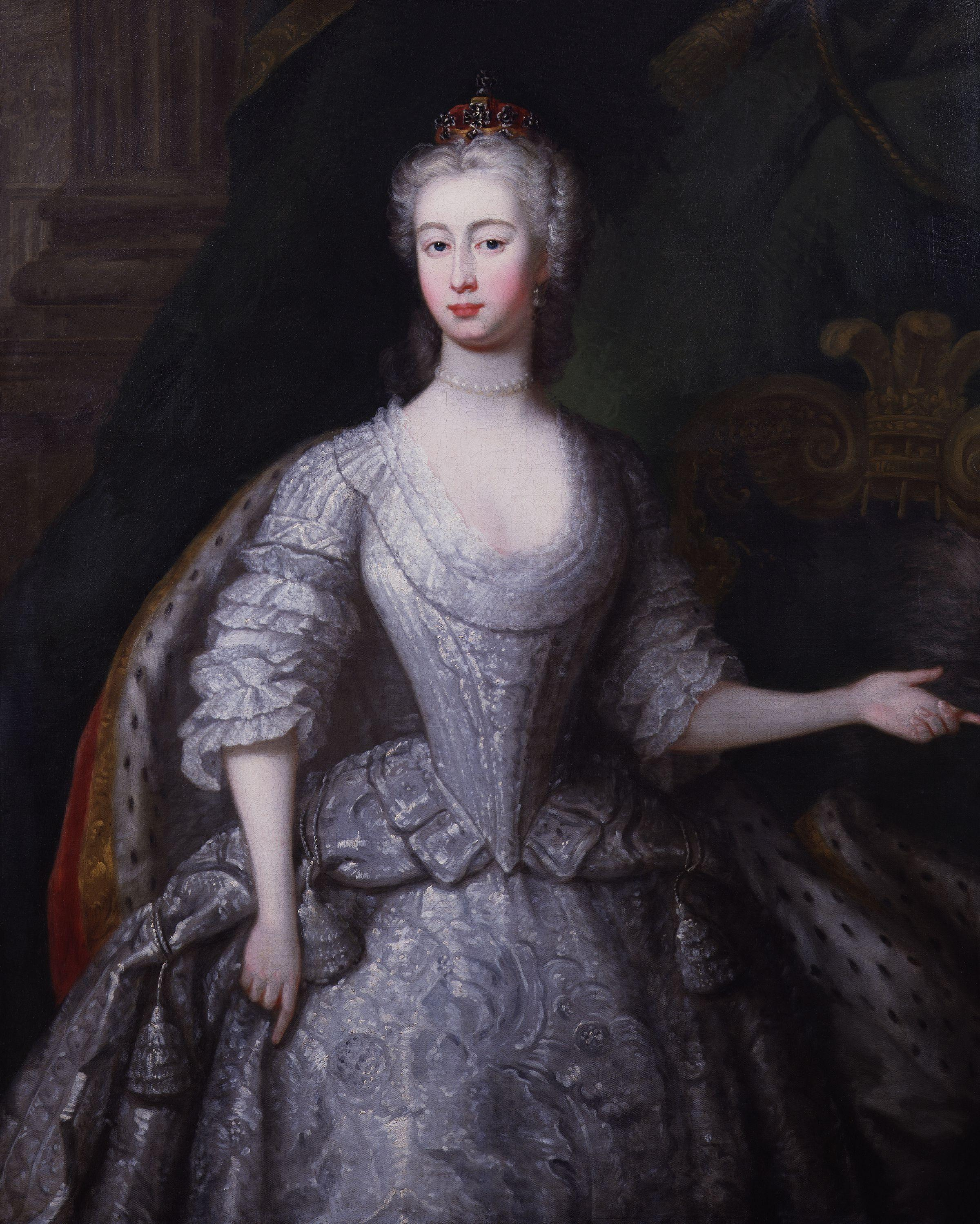
Księżna Augusta von Sachsen-Gotha, matka Jerzego

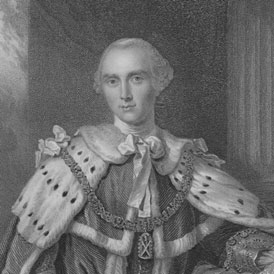
Lord Bute, wychowawca króla i premier

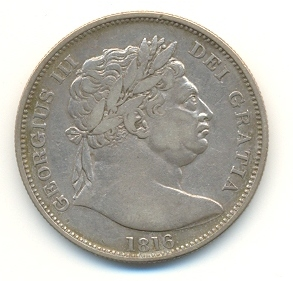
Pół korony Jerzego III z 1816 r.

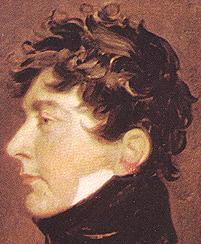
Jerzy, książę-regent w latach 1811–1820

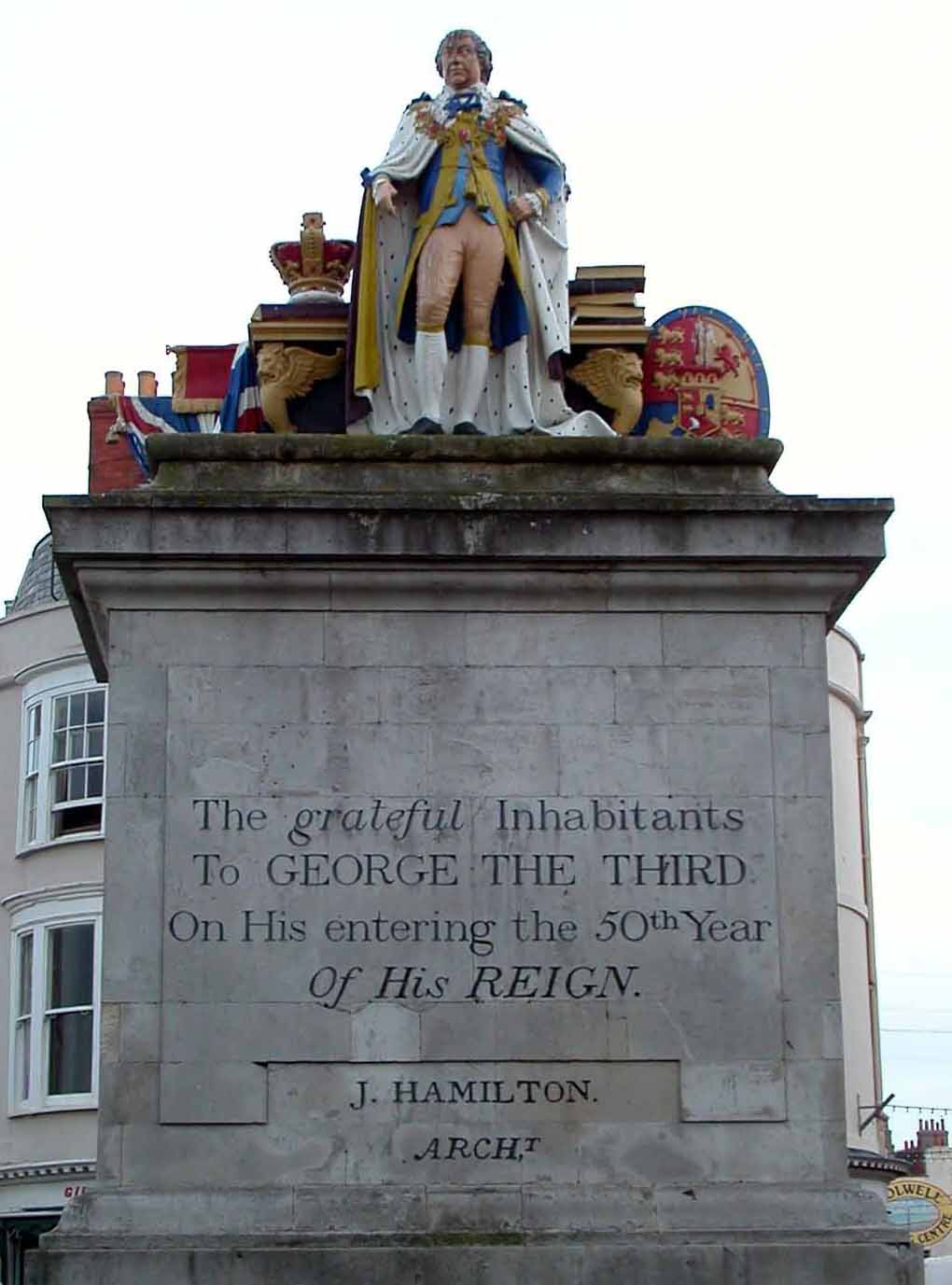
Pomnik Jerzego III w Weymouth

Jerzy III, urodzony jako George William Frederick (ur. 4 czerwca 1738 w Londynie, zm. 29 stycznia 1820 w Windsorze, Berkshire) – ostatni (od 25 października 1760) król Wielkiej Brytanii i Irlandii i pierwszy (od 1801) król Zjednoczonego Królestwa Wielkiej Brytanii i Irlandii, ostatni elektor i książę oraz pierwszy król (od 1814) Hanoweru. Jedyny król Anglo-Korsyki w latach 1794–1796. Był też księciem Saksonii-Lauenburga.
Jerzy III był władcą o dużej inteligencji, chociaż nerwowym, co z czasem doprowadziło go do choroby. Za jego panowania nastąpił bunt kolonii brytyjskich w Ameryce Północnej i powstały Stany Zjednoczone. To właśnie utrata Ameryki miała tak źle wpłynąć na jego zdrowie psychiczne. Możliwe też, że był jedną z niewielu osób rozumiejących, co oznaczała utrata kolonii amerykańskich dla Wielkiej Brytanii.
Cieszył się wielką popularnością poddanych. Obdarzony świetną pamięcią, znał imiona wielu zwykłych ludzi: służby, rolników, farmerów. Nie był domatorem, lecz lubił jeździć na wieś, gdzie doglądał upraw i hodowli. Nadano mu z tego powodu przydomek „król-farmer”, z którego był bardzo dumny. W odróżnieniu od swych poprzedników, król często interesował się posiedzeniami Izby Gmin i ich przedmiotem. Wspomagał wiernych mu Bute’a, a potem Pitta, wieloma ciepłymi słowami i radami. Potrafił przeforsować swoją wolę w czasach, w których mówiono, że „Parlament może wszystko, a król nic”.  Zrobił wszystko, by zachować kolonie amerykańskie (przez szeregi armii brytyjskiej Charlesa Cornwallisa przewinęło się wtedy 160 tysięcy ludzi). Pomoc udzielona koloniom przez Francję przeważyła jednak szalę na korzyść Jerzego Waszyngtona i powstańców. Odtąd król popierał mocniejsze zakorzenienie się wpływów brytyjskich w Indiach, by zrekompensować tym samym utratę kolonii w Ameryce Północnej.
Jerzy III panował przez niemal 60 lat – a zatem najdłużej w historii Wielkiej Brytanii po królowej Wiktorii i Elżbiecie II. Cień na jego sprawnym panowaniu położyła jedynie ciężka choroba.
Najprawdopodobniej cierpiał na porfirię (charakterystycznym objawem tej choroby jest ciemnoczerwony mocz), która może mieć bardzo wyniszczający wpływ na organizm ludzki. W zaawansowanym stadium powoduje silne bóle brzucha, skurcze, a nawet drgawki podobne do epileptycznych. Choroba często nie jest prawidłowo diagnozowana i nawet w dzisiejszych czasach bywa mylnie rozpoznawana jako choroba psychiczna. Według najnowszych badań chorobę tę spowodowała wieloletnia kumulacja w organizmie króla arszeniku, który był składnikiem ówcześnie stosowanych pudrów do peruk, kremów oraz popularnych lekarstw. Po 1811 roku, kiedy ataki choroby króla stały się coraz dłuższe i poważniejsze, władzę w państwie sprawował jego najstarszy syn – Jerzy, jako książę-regent.
Wydarzenia czasów Jerzego III barwnie opisał brytyjski pisarz Horace Walpole w swoich Pamiętnikach.

## Młodość
Urodził się w londyńskim Norfolk House, rezydencji swojego ojca, Fryderyka Ludwika, księcia Walii, najstarszego syna i dziedzica króla Jerzego II. Jego matką była Augusta, córka Fryderyka II, księcia von Sachsen-Gotha-Altenburg i Magdaleny Augusty Anhalt-Zerbst.
Jerzy urodził się przedwcześnie i został ochrzczony w dniu swoich urodzin przez biskupa Oksfordu Thomasa Seckera pod imionami Jerzy Wilhelm Fryderyk. Jego chrzest odbył się ponownie, tym razem publicznie, 4 lipca 1738 r. w Norfolk House. Jego rodzicami chrzestnymi byli król Szwecji Fryderyk I Heski (zastępował go lord Baltimore), książę Fryderyk III von Sachsen-Gotha-Altenburg (zastępował go książę Chandos) i królowa Prus Zofia Dorota Hanowerska (zastępowała ją lady Charlotte Edwin).
Relacje między księciem Fryderykiem a królem Jerzym II nie były najlepsze i książę został nawet usunięty z dworu królewskiego. Zmarł po długiej chorobie w 1751 r. Jerzy odziedziczył jego tytuł księcia Edynburga. Wkrótce został mianowany przez dziadka księciem Walii. Matka Jerzego, księżna-wdowa Walii, wciąż jednak była w konflikcie ze starym królem i trzymała młodego następcę tronu z dala od dziadka. Wychowawcą młodego księcia został lord Bute. Wywierał on wielki wpływ na Jerzego, a wychowanek odwdzięczył mu się po objęciu tronu, mianując go premierem Wielkiej Brytanii.
Jerzy objął tron po śmierci swojego dziadka 25 października 1760 r. Po całej Europie rozjechali się jego wysłannicy, żeby wybrać kandydatkę na żonę młodego króla. Ich wybór padł na córkę księcia meklemburskiego, Charlottę. Ślub odbył się 8 września 1761 r. Następnie oboje zostali ukoronowani w Opactwie Westminsterskim.
Po królewskim dworze krążyły plotki, że król miał zamiar ożenić się z lady Sarą Lennox, młodszą córką księcia Richmond. Charlotta nie zrobiła na nim wielkiego wrażenia, kiedy poznał ją w dniu swojego ślubu. Wkrótce jednak nawiązał bliskie relacje z żoną i nigdy nie miał kochanki, w przeciwieństwie do swoich obydwu poprzedników i syna, którzy z kolei posiadali ich wiele. Jerzy i Charlotta tworzyli szczęśliwe małżeństwo, mieli razem 15 dzieci (9 synów i 6 córek). Więcej miała tylko królowa Anna Stuart (rządziła w latach 1702–1714), która miała 17 dzieci, jednak żadne z nich nie przeżyło dzieciństwa (z dzieci Jerzego tylko dwoje umarło).

## Początek rządów. Konflikty z wigami i rządy torysów
Jerzy miał wysokie mniemanie o władzy królewskiej i próbował odbudować osłabioną w Anglii pozycję monarchy. Nie chcąc pogodzić się z ograniczoną rolą polityczną odziedziczoną po dziadku, zabiegał o odbudowę prerogatyw królewskich. Popadł w związku z tym w konflikt z wigami, którzy porównywali go do autokraty na miarę Karola I. Jerzy odziedziczył po ojcu niechęć do wigów, a zwłaszcza do wpływowego i aroganckiego ministra w gabinecie księcia Newcastle, Williama Pitta Starszego. W rozprawie z wigowskim gabinetem Jerzy wykorzystał zniechęcenie społeczeństwa i części elit do toczącej się właśnie wojny siedmioletniej. Po objęciu tronu wprowadził do gabinetu lorda Bute’a, który zgromadził wokół siebie przeciwników Pitta. Kiedy w październiku 1761 r. Pitt zażądał wypowiedzenia wojny Hiszpanii, został przegłosowany w gabinecie i podał się do dymisji.
Rok później upadł gabinet Newcastle’a i Bute został nowym premierem. Ze szczytów władzy pozbył się on zwolenników poprzedniej ekipy (tzw. „rzeź pelhamowskich niewiniątek”). Jerzy, posługując się korupcją na szeroką skalę, dążył do utworzenia rządu złożonego ze swoich faworytów, nie licząc się przy tym z parlamentarną większością. Przeciwko praktykom królewskim zdecydowanie wystąpiła opozycja. Przeciwko Bute’owi wszczął kampanię radykalny dziennikarz John Wilkes. Sprawa zakończyła się aresztowaniem Wilkesa i skonfiskowaniem nakładu jego gazety, ale w 1763 r. Bute podał się do dymisji. Zdążył jednak zawrzeć pokój kończący wojnę siedmioletnią.
Przez kolejne 2 lata Jerzy musiał znosić na stanowisku premiera nielubianego przez siebie George’a Grenville’a. W międzyczasie zdążył pogodzić się z Pittem (teraz już lordem Chathamem) i próbował stworzyć gabinet pod jego kierownictwem. Nie udało się to, ale kolejny nominat królewski, lord Rockingham, zdołał już utworzyć rząd. Król zdymisjonował więc Grenville’a. Rockingham próbował znaleźć kompromis między stronnictwem królewskim a starą gwardią spod znaku Pelhamów. Przeprowadził zmiany w gabinecie, które były jednak zdaniem wigów zbyt pobieżne, a zdaniem ludzi króla zbyt daleko idące. W efekcie gabinet Rockinghama upadł już w 1766 r.
Premierem został wówczas lord Chatham, jednak, chory na podagrę, nie sprawował pełnej kontroli nad swoim gabinetem, w którym każdy z ministrów robił, co chciał. W 1767 r. kolejny atak choroby skłonił premiera do przekazania większości obowiązków księciu Grafton, który w 1768 r. zastąpił go na stanowisku premiera. Rząd Graftona przetrwał dwa lata i upadł w 1770 r. w ogniu oskarżeń o korupcję. Stanowisko premiera objął wówczas lord North, który wprowadził stabilizację na angielskiej scenie politycznej. Okres jego rządów to czas buntu kolonii amerykańskich i niepokojów społecznych w Anglii lat 1779–1780. Rząd Northa upadł w 1782 r.
Urząd premiera objął ponownie lord Rockingham, ale po kilku miesiącach zmarł podczas sprawowania urzędu. Na stanowisko premiera król mianował wówczas lorda Shelburne’a, który jednak nie został zaakceptowany przez wpływowego wigowskiego polityka, Charlesa Jamesa Foksa. W 1783 r. Izba Gmin obaliła rząd Shelburne’a i zgodnie z życzeniem Foksa premierem został książę Portland, w którego gabinecie główną rolę grali Fox i lord North (stąd gabinet ten określa się mianem „koalicji Fox-North”).
Jerzego III irytowała obecność w rządzie polityków, za którymi nie przepadał. Rząd Portlanda zbudował jednak trwałą większość w Izbie Gmin i obalenie go nie było prostym zadaniem. Pretekstu dostarczyła ustawa o Indiach, którą rząd Portlanda przeforsował w Izbie Gmin. Przed głosowaniem w Izbie Lordów król poinformował parów, że każdy, kto zagłosuje za ustawą, będzie przezeń uważany za wroga. 17 grudnia 1783 r. Izba odrzuciła projekt ustawy. Następnego dnia upadł gabinet Portlanda. Król powierzył stanowisko premiera Williamowi Pittowi Młodszemu i rozwiązał Parlament w marcu 1784 r. Wybory dały Pittowi większość w Izbie Gmin.

## Utrata kolonii amerykańskich
Najważniejszym problemem brytyjskiej polityki zagranicznej na początku panowania króla Jerzego III była sprawa stosunków Wielkiej Brytanii z jej koloniami amerykańskimi. 13 kolonii dysponowało sporą niezależnością od Korony i czuło się skrępowane brytyjską polityką handlową. Londyn, obawiając się konkurencji ze strony dynamicznie rozwijających się kolonii, starał się ograniczyć rozwój przemysłu, wprowadzał wysokie cła i traktował kolonie jako rynek zbytu dla swoich towarów i bazę surowcową. Głównym czynnikiem spajającym kolonie z macierzą było zagrożenie ze strony francuskiej kolonii w Kanadzie. Po jej upadku w wyniku wojny siedmioletniej zniknęła, jak napisał książę Bedford do Newcastle’a, ostatnia gwarancja wierności kolonii, choć zwycięstwo w tej wojnie dało Wielkiej Brytanii pozycję wiodącego mocarstwa globalnego, opierającego się na dominacji morsko-kolonialnej.
Po zakończeniu wojny w 1763 r. wojska brytyjskie pozostały w Ameryce, a koszty ich utrzymania miały ponosić kolonie. W 1764 r. ustalono nowe cła i zakazano emisji banknotów w koloniach. W tym samym roku w Parlamencie rozpoczęto pracę nad ustawą o pobieraniu w koloniach opłat stemplowych. W 1765 r. uchwalono dwie ustawy: Akt o kwaterunku i Akt stemplowy. W odpowiedzi Kongres Amerykański, podkreślając lojalność wobec króla i Parlamentu, zażądał dla kolonistów takich samych praw, jakie mieli mieszkańcy metropolii. Opór kolonistów zmusił Parlament do wycofania Aktu stemplowego w 1766 r.
Napięcie w koloniach narastało w związku z wprowadzeniem przez Brytyjczyków nowych ceł. W 1773 r. mieszkańcy Bostonu wyrzucili do morza ładunek brytyjskiej herbaty (tzw. herbatka bostońska). Rząd odpowiedział represjami. W kwietniu 1775 r. rozpoczęły się starcia zbrojne, dając początek rewolucji amerykańskiej, która przekształciła się w wojnę o niepodległość USA. W Filadelfii zebrał się Kongres Kontynentalny, który 4 lipca 1776 r. uchwalił Deklarację Niepodległości. Deklarację otwierała lista zarzutów przeciwko królowi, rządowi i poddanym. O królu pisano, że grabił nasze morza, plądrował nasze wybrzeża, palił nasze miasta i niszczył życie naszych ludzi. Tego samego dnia król zapisał w swoim pamiętniku: Nic ciekawego się dziś nie wydarzyło.
Król był zszokowany, kiedy poznał opinię kolonistów. Bezwzględnie popierał brytyjskie zaangażowanie w tę wojnę, nawet kiedy zaczęli sprzeciwiać mu się członkowie gabinetu (lord Gower i lord Weymouth podali się z tego powodu do dymisji). Wojna nie przebiegała również po myśli Brytyjczyków. Wprawdzie w 1776 r. zdobyli Nowy Jork, ale planowana na 1777 r. ofensywa na Filadelfię prowadzona od strony Kanady i Nowego Jorku zakończyła się ciężką klęską generała Johna Burgoyne’a pod Saratogą. W 1778 r. do wojny po stronie Amerykanów przystąpiła Francja. Lord North stwierdził, że nie poradzi sobie na stanowisku i zaproponował królowi przekazanie władzy Chathamowi. Jerzy nie chciał jednak o tym słyszeć, skłonny był dać Chathamowi jedynie stanowisko ministra. Na to jednak nie zgodził się hrabia, który zresztą zmarł jeszcze w tym samym roku. W 1779 r. wojnę Wielkiej Brytanii wypowiedziała również Hiszpania.
Po pewnym czasie król zrezygnował z posyłania do Ameryki kolejnych armii. Nie chciał jednak słyszeć o uznaniu niepodległości kolonii, gotowy był z nimi walczyć do ich ostatecznego pokonania. Planował utrzymywać liczne garnizony w Nowym Jorku, Rhode Island i Kanadzie, inne siły miały zaatakować Florydę i kolonie Francji i Hiszpanii. Król chciał zniszczyć handel morski kolonii poprzez zdobywanie i niszczenie miast na wybrzeżu oraz sojusz z Indianami, którzy mieli atakować cywilów na zapleczu frontu. Nie zważał przy tym na ostrzeżenia o francusko-hiszpańskich planach inwazji na Wielką Brytanię i zdobycia Londynu.
W 1781 r. przyszły do Wielkiej Brytanii wieści o kapitulacji generała Cornwallisa pod Yorktown. To ostatecznie zniechęciło Brytyjczyków do wojny. Gabinet Northa upadł w 1782 r., a lord Shelburne rozpoczął rokowania pokojowe, które zakończyły się podpisaniem traktatu w Paryżu w 1783 r., w którym Wielka Brytania uznawała niepodległość 13 kolonii.

## Ministerium Pitta Młodszego. Pierwsze objawy choroby
Mianowanie Williama Pitta Młodszego na stanowisko premiera było wielkim sukcesem króla Jerzego. Miał on nadzieję, że młody (zaledwie 24-letni) i niezwiązany żadnymi układami premier będzie wiernym wykonawcą jego poleceń. Jerzy robił wszystko, żeby zapewnić rządowi Pitta zaplecze w Parlamencie. Wybory do Izby Gmin przebiegły po jego myśli. Żeby zapewnić Pittowi większość w Izbie Lordów, mianował nowych parów w niespotykanej dotąd liczbie. Król cieszył się również popularnością w społeczeństwie, które wspierało popierane przez monarchę wyprawy na Ocean Spokojny. Wspomagał też, ze swojej prywatnej szkatuły, Royal Academy. Brytyjczycy szanowali go za wierność małżeńską i przywiązanie do żony, co odróżniało go od jego poprzedników z dynastii hanowerskiej.
Na przeszkodzie planom Jerzego stanął jego pogarszający się stan zdrowia. Cierpiał na zaburzenia psychiczne, obecnie uważa się, że cierpiał na porfirię (według badań z 2004 r. jej przyczyną mógł być arszenik, obecny w perukach i kremach). Pierwsze objawy choroby pojawiły się już w 1765 r., ale jej nasilenie przypadło na lato 1788 r. Z powodu choroby króla przesunięto rozpoczęcie obrad Parlamentu z 25 września na 20 listopada. Przez ten czas stan zdrowia króla się pogorszył, podjął on nawet próbę samobójczą. Było jasne, że król nie da rady wystąpić z mową tronową przed Parlamentem, co było uświęconym tradycją początkiem nowej sesji Parlamentu. W listopadzie 1788 r. Parlament zignorował tradycję i rozpoczął dyskusję nad wprowadzeniem regencji.
Podczas choroby króla na czoło sceny politycznej wysunęli się dwaj ambitni politycy – przewodniczący lewego skrzydła wigów Charles James Fox i umiarkowany torys, premier William Pitt Młodszy, który od początku swoich rządów, mimo wyrazów szacunku wobec dworu królewskiego, konsekwentnie realizował politykę ograniczania wpływów Korony na bieg spraw politycznych Wielkiej Brytanii. Pomagała mu w tym pogłębiająca się choroba króla. Fox i Pitt starli się w sporze o regencję. Obydwaj politycy zgadzali się, że regentem podczas choroby króla winien być jego najstarszy syn, Jerzy, książę Walii. Spór dotyczył zakresu władzy regenta. Fox chciał, aby regent mógł używać w pełnym zakresie wszystkich prerogatyw Korony, natomiast Pitt dążył do tego, aby regent był podporządkowany Parlamentowi.
Działania wszczęte przez Parlament niosły ze sobą niebezpieczeństwo uznania ich za nieważne, gdyż Parlament nie został tradycyjnie otwarty przez monarchę. Pitt zaproponował prowadzenie obrad przy przyjęciu fikcji prawnej. Przyjętą tradycją było delegowanie przez króla części swoich uprawnień na Lordów Komisarzy, którzy zostawali zatwierdzeni przy użyciu Wielkiej Pieczęci. Jej opiekun, lord kanclerz, nie mógł jednak użyć Pieczęci bez zgody monarchy. Pitt się tym nie przejął i Lordowie Komisarze zostali powołani. Młodszy syn króla Jerzego, Fryderyk August Hanowerski, książę Yorku, określił działania premiera jako „niekonstytucyjne i nielegalne”. Lordowie Komisarze zostali powołani i otworzyli sesję Parlamentu. W lutym 1789 r. powstała Regency Bill, powierzająca władzę regencyjną księciu Walii. Przeszła ona przez Izbę Gmin, ale przed głosowaniem w Izbie Lordów król Jerzy powrócił do zdrowia dzięki opiece dr. Francisa Willisa. Jerzy uznał działania Lordów Komisarzy za ważne, ale przejął pełną kontrolę nad rządem. Ustawa o regencji została odłożona na półkę.

## Okres wojen napoleońskich
Po powrocie Jerzego do zdrowia jego popularność w społeczeństwie wzrosła. Sprzyjała temu rewolucja francuska i obalenie monarchii we Francji. Król Jerzy jawił się swoim poddanym jako ostoja brytyjskiego porządku i tradycji. Kiedy w 1793 r. rewolucyjna Francja wypowiedziała wojnę Wielkiej Brytanii, król zezwolił Pittowi na podniesienie podatków, zaciąg do armii i zawieszenie na czas wojny Habeas Corpus Act.
Pitt był zdeterminowany, żeby pokonać Francję. Wielka Brytania wchodziła w skład wszystkich antyfrancuskich koalicji. Pierwsza (w skład której wchodziły ponadto Austria, Prusy i Hiszpania) została pokonana w 1798 r., drugą (w składzie z Rosją, Austrią i Turcją) spotkał ten sam los w 1800 r. Wielka Brytania odnosiła sukcesy głównie na morzach (admirał Horatio Nelson pokonał flotę francuskiego generała Napoleona Bonaparte, od 1799 r. Pierwszego Konsula Republiki, a od 1804 r. cesarza Francuzów, w 1798 r. pod Abukirem), nie angażując się w działania lądowe. 15 maja 1800 r. doszło do nieudanej próby zamachu na Jerzego III, jednak nie z powodów politycznych, a religijnych. Zamachowcem był James Hadfield, a próbę zamachu podjął w Theatre Royal przy Drury Lane podczas grania hymnu narodowego.
Po 1800 r. polityka brytyjska koncentrowała się na Irlandii. Po stłumieniu powstania na wyspie w 1798 r. ze strony brytyjskiej pojawiły się dążenia do zacieśnienia unii brytyjsko-irlandzkiej. Ich efektem był akt unii z 1800 r., który z dniem 1 stycznia 1801 r. powoływał do życia Zjednoczone Królestwo Wielkiej Brytanii i Irlandii. Z tej okazji Jerzy III porzucił pretensje swoich poprzedników do tronu Francji. Niektórzy historycy uważali, że miało to miejsce w 1783 r. (traktat paryski) lub w 1802 r. (traktat w Amiens). Przy okazji unii sugerowano Jerzemu przyjęcie tytułu „cesarza brytyjskich i hanowerskich dominiów”. Król jednak odmówił.
W tym czasie nastąpiło załamanie się pozycji Pitta. Premier zaangażował się w usunięcie dyskryminacji katolików w życiu publicznym kraju. Jerzy III uznał, że emancypacja katolików jest złamaniem jego przysięgi koronacyjnej, w której zobowiązywał się chronić i wspierać protestantyzm. Król ogłosił: Gdzie jest na ziemi potęga, która zwolni mnie choćby z jednego zdania mojej przysięgi, zwłaszcza tej, która zobowiązuje mnie by chronić religię protestancką reformowaną?... Nie, nie, prędzej będę tułał się za chlebem od domu do domu po całej Europie, niż zgodzę się na coś takiego. Mogę oddać koronę i zrezygnować z władzy. Mogę opuścić swój pałac i zamieszkać w lepiance. Mogę złożyć głowę na pniu i stracić życie, ale nie mogę złamać swojej przysięgi. Wypowiedź ta zjednała Jerzemu poparcie protestanckich Anglików.
Stanąwszy twarzą w twarz z opozycją wobec swojej polityki religijnej, Pitt zagroził dymisją. W tym samym czasie król doznał kolejnego ataku niemocy, ale wkrótce z niego wyszedł. 14 marca 1801 r. Pitt został zdymisjonowany ze stanowiska, a jego miejsce zajął spiker Izby Gmin, Henry Addington. Ponieważ nowy premier był przyjacielem byłego, Pitt został jego prywatnym doradcą. Rządy Addingtona nie wprowadziły zmian w Wielkiej Brytanii, nie podjęto żadnych reform. Brytyjczycy byli przeciwni reformom, mając przed oczami doświadczenia francuskie. Opinia publiczna domagała się natomiast zdecydowanych akcji zbrojnych przeciwko Francuzom. Tu jednak spotkał ją zawód. W październiku 1801 r. rząd Addingtona zawarł pokój z Francją, potwierdzony rok później traktatem w Amiens.
Jerzy nie uznawał pokoju z Francją za rzecz trwałą, raczej jako swego rodzaju „eksperyment”. W 1803 r. Wielka Brytania i Francja ponownie znalazły się w stanie wojny. W 1804 r. król doznał kolejnego ataku choroby. Gdy tylko powrócił do zdrowia, stwierdził, że gabinet Addintona nie cieszy się społecznym poparciem. Opinia publiczna domagała się powrotu Williama Pitta Młodszego, zaprzysięgłego wroga Bonapartego. Pitt został w 1804 r. premierem i powołał do rządu Charlesa Jamesa Foxa, który nie cieszył się sympatią króla, gdyż nakłaniał księcia Walii do ekstrawaganckiego i rozrzutnego trybu życia. Opinię króla podzielał lord Grenville, który odmówił wejścia do gabinetu. Pitt skoncentrował się na stworzeniu nowej antyfrancuskiej koalicji z udziałem Austrii, Rosji i Szwecji. Lord Nelson odniósł wielkie zwycięstwo w bitwie morskiej pod Trafalgarem, ale na lądzie górą był Napoleon, który rozgromił armię rosyjsko-austriacką pod Austerlitz. Trzecia koalicja zakończyła się tak, jak poprzednie.
Wydarzenia w Europie przyczyniły się do pogorszenia się stanu zdrowia premiera. Pitt zmarł w 1806 r. i ponownie pojawiło się pytanie, kto zajmie stanowisko premiera. Otrzymał je ostatecznie lord Grenville, ale nielubiany przez króla Fox pozostał w gabinecie. Zmarł on wprawdzie niedługo później, ale król był już w ostrym konflikcie z gabinetem. Premier zaproponował, aby zezwolić katolikom na służbę w armii. Sprzeciw króla doprowadził do wycofania się gabinetu z tego pomysłu, ale ministrowie zastrzegli, że mogą wrócić do niego w przyszłości. W 1807 r. zostali zdymisjonowani, a nowym premierem został już po raz drugi książę Portland. Ponownie, tak jak za pierwszym razem, był tylko figurantem, a realną władzę sprawował kanclerz skarbu Spencer Perceval. Parlament został rozwiązany, nowe wybory dały gabinetowi Portlanda większość w Izbie Gmin. Od tamtej pory król Jerzy nie odgrywał już żadnej roli na brytyjskiej scenie politycznej. Nominacja Portlanda była jego ostatnim działaniem.
Ustawą z 25 marca 1807 Parlament zniósł handel ludźmi w koloniach brytyjskich od 1 maja tegoż roku. Używane do tych celów statki ulegały konfiskacie wraz z żywym towarem, dodatkowo winny złamania zakazu powinien zapłacić grzywnę w wysokości 100 funtów za każdego niewolnika. Uwolnieni mieli być zwerbowani do armii lub floty albo oddawani do przyuczenia rzemiosła na czas nie przekraczający czternastu lat u osób godnych zaufania.

## Ostatnie lata. Regencja i król Hanoweru
W 1810 r. stan zdrowia króla gwałtownie się pogorszył. Prawdopodobnie było to związane ze śmiercią jego ukochanej najmłodszej córki, Amelii. W 1811 r. król popadł w obłęd i nie mógł już samodzielnie rządzić. Umieszczono go w odosobnieniu w zamku Windsor, gdzie przebywał aż do śmierci. Czasami przemawiał kilka godzin bez przerwy, twierdząc, że rozmawia z aniołami. Pewnego dnia, podczas przejażdżki po zamkowym parku, król nagle wstał, uniósł ręce do nieba i krzyknął „Stój!”, po czym podszedł do pobliskiego dębu i uścisnął mu gałąź, tak, jakby witał się z kimś znajomym. Rozmawiał z drzewem przez dłuższą chwilę, gdy jego służący zapytał, czy się dobrze czuje. „Oczywiście!” – odpowiedział król – „A teraz mi nie przeszkadzaj. Rozmawiam przecież z królem Prus!”. Aby przeciwdziałać chorobie, doktorzy często robili mu lewatywę i upuszczali krew. Zalecali też kąpiele w morzu. Uryna króla miała niebieskawy odcień.
W 1811 r. Parlament przeforsował Akt o regencji, który został podpisany przez Lordów Komisarzy według procedury przyjętej w 1788 r. Najstarszy syn króla, Jerzy, książę Walii, został księciem-regentem i pozostał nim przez resztę życia ojca.
Spencer Perceval (premier od 1809 r.) został zamordowany w 1812 r. (jedyny brytyjski premier, którego spotkał taki los). Zastąpił go Robert Jenkinson, 2. hrabia Liverpool. Za jego urzędowania Wielka Brytania zwycięsko zakończyła wojny napoleońskie. Kongres wiedeński przyłączył do Hanoweru nowe ziemie i podniósł elektorat do rangi królestwa.
Tymczasem stan zdrowia króla coraz bardziej się pogarszał. W okresie świąt Bożego Narodzenia 1819 r. król popadł w jeszcze głębszy obłęd i mówił bez sensu przez 58 godzin. Następnie zapadł w śpiączkę. 29 stycznia 1820 r. zmarł, ślepy, głuchy i unieruchomiony (nogi odmówiły mu posłuszeństwa). Żył 81 lat i 239 dni, rządził przez 59 lat i 96 dni.
Jego pogrzeb odbył się 16 lutego w kaplicy św. Jerzego w Windsorze. Zmarł sześć dni po swoim czwartym synu, księciu Kentu, ojcu królowej Wiktorii. Tron objął jego najstarszy syn, książę-regent i książę Walii, jako Jerzy IV.

## Rodzina
8 września 1761 r. w Kaplicy Królewskiej w St. Jame’s Palace, poślubił Zofię Charlottę (19 maja 1744 – 17 listopada 1818), córkę Karola Ludwika Fryderyka, księcia von Mecklenburg-Strelitz-Mirow, i Elżbiety Albertyny, córki Ernesta Fryderyka I, księcia saskiego na Hildburghausen. Jerzy i Charlotta mieli razem dziewięciu synów i sześć córek:
- Jerzy IV (12 sierpnia 1762 – 26 czerwca 1830), król Wielkiej Brytanii i Hanoweru
- Fryderyk August (16 sierpnia 1763 – 5 stycznia 1827), książę Yorku
- Wilhelm IV (21 sierpnia 1765 – 20 czerwca 1837), król Wielkiej Brytanii i Hanoweru
- Charlotta (29 września 1766 – 6 października 1828), księżniczka królewska, żona Fryderyka I, króla Wirtembergii
- Edward August (2 listopada 1767 – 23 stycznia 1820), książę Kentu
- Augusta Zofia (8 listopada 1768 – 22 września 1840)
- Elżbieta Hanowerska (22 maja 1770 – 10 stycznia 1840), żona Fryderyka, landgrafa Hesji-Homburg
- Ernest August I (5 czerwca 1771 – 18 listopada 1851), król Hanoweru
- August Fryderyk (27 stycznia 1773 – 21 kwietnia 1843), książę Sussex
- Adolf (24 lutego 1774 – 8 lipca 1850), książę Cambridge
- Maria (25 kwietnia 1776 – 30 kwietnia 1857), żona Wilhelma Fryderyka Hanowerskiego, księcia Gloucester i Edynburga
- Zofia (3 listopada 1777 – 27 maja 1848)
- Oktawiusz (23 lutego 1779 – 3 maja 1783)
- Alfred (22 września 1780 – 20 sierpnia 1782)
- Amelia (7 sierpnia 1783 – 2 listopada 1810)

## Jerzy III w kulturze
Choroba króla stała się tematem sztuki Szaleństwo Jerzego III autorstwa Alana Bennetta. Na jej podstawie Nicholas Hytner nakręcił w 1994 r. film Szaleństwo króla Jerzego z Nigelem Hawthornem w roli tytułowej. Aktor otrzymał za swoją kreację nagrodę im. Laurence’a Oliviera i był nominowany do Oscara za najlepszą rolę męską.
Amerykańska seria edukacyjna dla dzieci Schoolhouse Rock zawiera piosenkę No more kings, która opisuje podatkową politykę króla Jerzego wobec amerykańskich kolonii. Jerzy jest tam ukazany jako tyran, który sprzeciwia się samodzielności kolonii.
Król Jerzy III pojawia się w książce Susanny Clarke Jonathan Strange i pan Norrell.
Jerzy pojawia się również w ostatniej części III serii serialu komediowego BBC, Czarna Żmija. Szalony król myli swojego syna z tytułowym bohaterem. Z widocznym niemieckim akcentem wypowiada kwestię: Chcę abyś poślubił ten krzak róży („I wish you to marry this rose bush”).
W książce Douglasa Adamsa Cześć, i dzięki za ryby bohater Arthur Dent opisuje drzewa jako „te rzeczy, z którymi rozmawiał król Jerzy III”.
Postać Jerzego III pojawia się także w broadwayowskim hicie  Hamilton, skomponowanym i wyreżyserowanym przez Lin-Manuela Mirandę. Jerzy portretowany jest tam przez kilku aktorów, oryginalnie przez Jonathana Groffa.
W edukacyjnym serialu dla dzieci o nazwie Horrible Histories (produkowanej przez CBBC i bazującej na serii literackiej Terry’ego Deary’ego Strrraszna historia), Jerzy pojawia się w kilku odcinkach. W serialu dodatkowo podkreślono jego szaleństwo (np. skacze udając kangura). Jego rolę zagrał Simon Farnaby.